# Nederlands Katholiek Vakverbond
Het Nederlands Katholiek Vakverbond (NKV) is een voormalig Nederlands katholiek verbond van vakorganisaties.

## Voorgeschiedenis
Nadat de bisschoppen het aan rooms-katholieke werknemers verboden om lid te worden van het socialistische Nederlands Verbond van Vakverenigingen (NVV; opgericht in 1906) en het interconfessionele Christelijk Nationaal Vakverbond (CNV; opgericht in 1909) kwam er voor hen in 1925 de organisatie Rooms-Katholiek Werkliedenverbond (RKWV). Dit kwam tot stand na het samengaan van het R.K. Vakbureau en de Diocesane Werkliedenbonden. A.C. de Bruijn was vanaf het begin de voorzitter van het RKWV, totdat dit verbond tijdens de Duitse bezetting van Nederland op aandrang van aartsbisschop De Jong in de zomer van 1941 werd opgeheven. In 1945 kwam het RKWV terug onder de nieuwe naam Katholieke Arbeidersbeweging (KAB) met opnieuw De Bruijn als voorzitter. De KAB was gevestigd in het Huis van de Arbeid, dat was gebouwd in opdracht van het Werkliedenverbond. De Bruijn werd in 1952 opgevolgd door Toon Middelhuis toen De Bruijn minister voor Publiekrechtelijke bedrijfsorganisatie werd in het kabinet-Drees II.

## 1964-1982
Op 1 januari 1964 veranderde de organisatie haar naam opnieuw, deze keer in Nederlands Katholiek Vakverbond (NKV), waarbij de standsorganisaties werden opgeheven en Jan Mertens voorzitter werd. Samen met het CNV en NVV, maar op initiatief van het NKV, werd eind 1972 besloten om een federatie te vormen van deze drie vakcentrales. Het NKV had toen ongeveer 400.000 leden die verdeeld waren over 12 bonden, zoals de Industriebond NKV, de Bouw- en houtbond NKV en de Katholieke Bond van Overheidspersoneel (KABO, zie Abvakabo FNV).
Wim Spit volgde Mertens op toen de laatste in 1973 staatssecretaris van Sociale Zaken werd in het kabinet-Den Uyl. Als gevolg van de ontzuiling en in een streven naar één krachtige vakcentrale, leek een federatie een logische stap, maar dat lag moeilijk bij een deel van de achterban die problemen had met het samengaan van het NKV met het 'rooie' NVV. Het CNV haakte in 1974 af waarna het NKV en het NVV vanaf 1976 samengingen in de Federatie Nederlandse Vakbeweging (FNV). Deze werd daarmee de grootste vakcentrale van Nederland, wat ze momenteel nog steeds is. Pas in 1982 gingen het NVV en het NKV formeel op in de FNV. 